# Corduliidae
Corduliidae là một họ chuồn chuồn.

## CÁc chi
- Archaeophya
- Cordulia
- Dorocordulia
- Epitheca
- Helocordulia
- Idionyx
- Neurocordulia
- Somatochlora
- Williamsonia